# Trouble the Water
Trouble the Water é um documentário em longa-metragem de 2008 dirigido por Tia Lessin e Carl Deal. Como reconhecimento, foi nomeado ao Oscar 2019 na categoria de Melhor Documentário em Longa-metragem.